# Sventevith (Storming Near the Baltic)
Sventevith (Storming Near the Baltic) è il primo album registrato dalla (ai tempi) black metal band Behemoth, pubblicato su Pagan Records nel 1995.

## Tracce
Tutte le canzoni scritte da Nergal, tranne "Ancient" e "Hell Dwells in Ice", scritte dalla black metal band Polacca Demonious.
1. "Chant of the Eastern Lands" – 5:43
2. "The Touch of Nya" – 0:57
3. "From the Pagan Vastlands" – 5:30
4. "Hidden in a Fog" – 6:49
5. "Ancient" – 2:01
6. "Entering the Faustian Soul" – 5:35
7. "Forgotten Cult of Aldaron" – 4:35
8. "Wolves Guard My Coffin" – 4:29
9. "Hell Dwells in Ice" – 5:50
10. "Transylvanian Forest" (Bonus track) – 4:53
11. "Sventevith (Storming Near the Baltic)" (Bonus track) – 5:59

## Formazione
- Nergal - voce, chitarra, basso
- Baal Ravenlock - batteria